# Campeonato Mundial de Patinação Artística no Gelo de 2003
O Campeonato Mundial de Patinação Artística no Gelo de 2003 foi a nonagésima terceira edição do Campeonato Mundial de Patinação Artística no Gelo, um evento anual de patinação artística no gelo organizado pela União Internacional de Patinação (em inglês:  International Skating Union) onde os patinadores artísticos competem pelo título de campeão mundial. A competição foi disputada entre os dias 24 de março e 30 de março, no MCI Center, localizado na cidade de Washington DC, Estados Unidos.

## Eventos
- Individual masculino
- Individual feminino
- Duplas
- Dança no gelo

## Medalhistas
| Evento                        | Ouro                                      | Prata                                       | Bronze                                     |
| Individual masculino detalhes | Evgeni Plushenko · Rússia                 | Timothy Goebel · Estados Unidos             | Takeshi Honda · Japão                      |
| Individual feminino detalhes  | Michelle Kwan · Estados Unidos            | Elena Sokolova · Rússia                     | Fumie Suguri · Japão                       |
| Duplas detalhes               | Shen Xue · Zhao Hongbo · China            | Tatiana Totmianina · Maxim Marinin · Rússia | Maria Petrova · Alexei Tikhonov · Rússia   |
| Dança no gelo detalhes        | Shae-Lynn Bourne · Victor Kraatz · Canadá | Irina Lobacheva · Ilia Averbukh · Rússia    | Albena Denkova · Maxim Staviski · Bulgária |

## Resultados

### Individual masculino
| Pos.                                                  | Nome                 | Nacionalidade    | Pontos | QA | QB | PC | PL |
| ----------------------------------------------------- | -------------------- | ---------------- | ------ | -- | -- | -- | -- |
| Medalha de ouro                                       | Evgeni Plushenko     | Rússia           | 2.0    |    | 1  | 1  | 1  |
| Medalha de prata                                      | Timothy Goebel       | Estados Unidos   | 4.0    |    | 2  | 2  | 2  |
| Medalha de bronze                                     | Takeshi Honda        | Japão            | 5.6    | 2  |    | 3  | 3  |
| 4                                                     | Li Chengjiang        | China            | 8.0    |    | 4  | 4  | 4  |
| 5                                                     | Michael Weiss        | Estados Unidos   | 8.4    | 1  |    | 5  | 5  |
| 6                                                     | Brian Joubert        | França           | 13.2   | 9  |    | 6  | 6  |
| 7                                                     | Sergei Davydov       | Bielorrússia     | 13.6   | 6  |    | 7  | 7  |
| 8                                                     | Emanuel Sandhu       | Canadá           | 16.0   |    | 5  | 10 | 8  |
| 9                                                     | Ilia Klimkin         | Rússia           | 20.4   | 4  |    | 13 | 11 |
| 10                                                    | Stephane Lambiel     | Suíça            | 20.8   |    | 3  | 16 | 10 |
| 11                                                    | Zhang Min            | China            | 21.8   | 5  |    | 18 | 9  |
| 12                                                    | Stanislav Timchenko  | Rússia           | 22.8   | 8  |    | 11 | 13 |
| 13                                                    | Ryan Jahnke          | Estados Unidos   | 24.6   | 3  |    | 9  | 18 |
| 14                                                    | Ivan Dinev           | Bulgária         | 25.2   | 7  |    | 14 | 14 |
| 15                                                    | Jeffrey Buttle       | Canadá           | 26.2   |    | 6  | 8  | 19 |
| 16                                                    | Stanick Jeannette    | França           | 28.0   | 12 |    | 12 | 16 |
| 17                                                    | Andrejs Vlascenko    | Alemanha         | 29.0   |    | 11 | 21 | 12 |
| 18                                                    | Gheorge Chiper       | Romênia          | 30.4   |    | 8  | 17 | 17 |
| 19                                                    | Kevin Van Der Perren | Bélgica          | 31.0   |    | 7  | 22 | 15 |
| 20                                                    | Roman Skorniakov     | Uzbequistão      | 33.0   | 10 |    | 15 | 20 |
| 21                                                    | Vakhtang Murvanidze  | Geórgia          | 37.0   |    | 9  | 19 | 22 |
| 22                                                    | Tomas Verner         | República Tcheca | 37.4   | 11 |    | 20 | 21 |
| 23                                                    | Silvio Smalun        | Alemanha         | 42.0   |    | 10 | 25 | 23 |
| 24                                                    | Gregor Urbas         | Eslovênia        | 43.0   | 13 |    | 23 | 24 |
| Não avançaram para a patinação livre / programa longo |                      |                  |        |    |    |    |    |
| 25                                                    | Karel Zelenka        | Itália           |        | 14 |    | 24 |    |
| 26                                                    | Sergei Kotov         | Israel           |        |    | 13 | 27 |    |
| 27                                                    | Zoltan Toth          | Hungria          |        | 15 |    | 26 |    |
| 28                                                    | Ari-Pekka Nurmenkari | Finlândia        |        |    | 12 | 28 |    |
| 29                                                    | Juraj Sviatko        | Eslováquia       |        |    | 14 | 29 |    |
| 30                                                    | Konstantin Tupikov   | Ucrânia          |        |    | 15 | 30 |    |
| Não avançaram para o programa curto                   |                      |                  |        |    |    |    |    |
| 31                                                    | Kristoffer Berntsson | Suécia           |        | 16 |    |    |    |
| 31                                                    | Maciej Kus           | Polônia          |        |    | 16 |    |    |
| 33                                                    | Yon Garcia           | Espanha          |        |    | 17 |    |    |
| 33                                                    | Lee Dong-Whun        | Coreia do Sul    |        | 17 |    |    |    |
| 35                                                    | Clemens Jonas        | Áustria          |        | 18 |    |    |    |
| 35                                                    | Aidas Reklys         | Lituânia         |        |    | 18 |    |    |
| 37                                                    | Bradley Santer       | Austrália        |        |    | 19 |    |    |
| 37                                                    | Manuel Segura        | México           |        | 19 |    |    |    |
| 39                                                    | Sean Carlow          | Austrália        |        | 20 |    |    |    |
| 39                                                    | Aramais Grigorian    | Armênia          |        |    | 20 |    |    |

### Individual feminino
| Pos.                                                  | Nome                    | Nacionalidade    | Pontos | QA | QB | PC | PL |
| ----------------------------------------------------- | ----------------------- | ---------------- | ------ | -- | -- | -- | -- |
| Medalha de ouro                                       | Michelle Kwan           | Estados Unidos   | 2.0    | 1  |    | 1  | 1  |
| Medalha de prata                                      | Elena Sokolova          | Rússia           | 4.0    | 2  |    | 2  | 2  |
| Medalha de bronze                                     | Fumie Suguri            | Japão            | 6.2    |    | 1  | 3  | 4  |
| 4                                                     | Sasha Cohen             | Estados Unidos   | 7.2    | 3  |    | 5  | 3  |
| 5                                                     | Viktoria Volchkova      | Rússia           | 9.2    |    | 3  | 5  | 5  |
| 6                                                     | Sarah Hughes            | Estados Unidos   | 13.2   | 6  |    | 8  | 6  |
| 7                                                     | Elena Liashenko         | Ucrânia          | 14.2   | 5  |    | 7  | 8  |
| 8                                                     | Shizuka Arakawa         | Japão            | 15.2   | 4  |    | 11 | 7  |
| 9                                                     | Jennifer Robinson       | Canadá           | 15.2   |    | 2  | 9  | 9  |
| 10                                                    | Carolina Kostner        | Itália           | 17.0   |    | 9  | 4  | 11 |
| 11                                                    | Yoshie Onda             | Japão            | 23.8   |    | 4  | 12 | 15 |
| 12                                                    | Alisa Drei              | Finlândia        | 24.0   | 8  |    | 18 | 10 |
| 13                                                    | Ludmila Nelidina        | Rússia           | 24.0   |    | 5  | 15 | 13 |
| 14                                                    | Julia Sebestyen         | Hungria          | 24.0   | 10 |    | 10 | 14 |
| 15                                                    | Julia Lautowa           | Áustria          | 27.0   | 12 |    | 17 | 12 |
| 16                                                    | Galina Maniachenko      | Ucrânia          | 27.2   |    | 7  | 14 | 16 |
| 17                                                    | Joannie Rochette        | Canadá           | 32.2   | 9  |    | 16 | 19 |
| 18                                                    | Fang Dan                | China            | 32.6   | 7  |    | 13 | 22 |
| 19                                                    | Sarah Meier             | Suíça            | 35.2   | 13 |    | 20 | 18 |
| 20                                                    | Mojca Kopac             | Eslovênia        | 35.4   |    | 13 | 22 | 17 |
| 21                                                    | Jenna McCorkell         | Reino Unido      | 35.8   | 11 |    | 19 | 20 |
| 22                                                    | Anne Sophie Calvez      | França           | 36.0   |    | 6  | 21 | 21 |
| 23                                                    | Anastasia Gimazetdinova | Uzbequistão      | 41.0   |    | 8  | 23 | 24 |
| 24                                                    | Idora Hegel             | Croácia          | 43.2   |    | 10 | 27 | 23 |
| Não avançaram para a patinação livre / programa longo |                         |                  |        |    |    |    |    |
| 25                                                    | Sara Falotico           | Bélgica          |        | 15 |    | 24 |    |
| 26                                                    | Miriam Manzano          | Austrália        |        | 14 |    | 25 |    |
| 27                                                    | Olga Vassiljeva         | Estônia          |        |    | 15 | 26 |    |
| 28                                                    | Vanessa Giunchi         | Itália           |        |    | 12 | 28 |    |
| 29                                                    | Johanna Goetesson       | Suécia           |        |    | 11 | 29 |    |
| 30                                                    | Tugba Karademir         | Turquia          |        |    | 14 | 30 |    |
| Não avançaram para o programa curto                   |                         |                  |        |    |    |    |    |
| 31                                                    | Tamara Dorofejev        | Hungria          |        | 16 |    |    |    |
| 31                                                    | Daria Timoshenko        | Azerbaijão       |        |    | 16 |    |    |
| 33                                                    | Zuzana Babiakova        | Eslováquia       |        | 17 |    |    |    |
| 33                                                    | Gintare Vostrecovaite   | Lituânia         |        |    | 17 |    |    |
| 35                                                    | Lucie Krausova          | República Tcheca |        | 18 |    |    |    |
| 35                                                    | Georgina Papavasiliou   | Grécia           |        |    | 18 |    |    |
| 37                                                    | Diane Chen              | Taipé Chinesa    |        |    | 19 |    |    |
| 37                                                    | Roxana Luca             | Romênia          |        | 19 |    |    |    |
| 39                                                    | Ana Cecilia Cantu       | México           |        | 20 |    |    |    |
| 39                                                    | Hristina Vassileva      | Bulgária         |        |    | 20 |    |    |
| 41                                                    | Cho Hae-Lyeum           | Coreia do Sul    |        |    | 21 |    |    |
| 41                                                    | Shirene Human           | África do Sul    |        | 21 |    |    |    |

### Duplas
| Medalha de ouro                                       | Shen Xue / Zhao Hongbo                                                        | China            | 2.0  | 2  | 1  |
| Medalha de prata                                      | Tatiana Totmianina / Maxim Marinin                                            | Rússia           | 2.5  | 1  | 2  |
| Medalha de bronze                                     | Maria Petrova / Alexei Tikhonov                                               | Rússia           | 4.5  | 3  | 3  |
| 4                                                     | Pang Qing / Tong Jian                                                         | China            | 8.0  | 8  | 4  |
| 5                                                     | Anabelle Langlois / Patrice Archetto                                          | Canadá           | 8.0  | 6  | 5  |
| 6                                                     | Zhang Dan / Zhang Hao                                                         | China            | 9.5  | 7  | 6  |
| 7                                                     | Dorota Zagorska / Mariusz Siudek                                              | Polônia          | 9.5  | 5  | 7  |
| 8                                                     | Julia Obertas / Alexei Sokolov                                                | Rússia           | 10.0 | 4  | 8  |
| 9                                                     | Tiffany Scott / Philip Dulebohn                                               | Estados Unidos   | 15.5 | 13 | 9  |
| 10                                                    | {{subst:Usuário:Eric Duff/TestePTA\|1=USA\|pat=Rena Inoue / John Baldwin, Jr. | 15.5             | 11   | 10 |    |
| 11                                                    | Katerina Berankova / Otto Dlabola                                             | República Tcheca | 17.0 | 10 | 12 |
| 12                                                    | Sarah Abitbol / Stephane Bernadis                                             | França           | 17.5 | 9  | 13 |
| 13                                                    | Jacinthe Lariviere / Lenny Faustino                                           | Canadá           | 18.5 | 15 | 11 |
| 14                                                    | Yuko Kawaguchi / Alexander Markuntsov                                         | Japão            | 20.0 | 12 | 14 |
| 15                                                    | Eva-Maria Fitze / Rico Rex                                                    | Alemanha         | 23.0 | 16 | 15 |
| 16                                                    | Kathryn Orscher / Garrett Lucash                                              | Estados Unidos   | 23.0 | 14 | 16 |
| 17                                                    | Tatiana Volosozhar / Petro Kharchenko                                         | Ucrânia          | 25.5 | 17 | 17 |
| 18                                                    | Maria Guerassimenko / Vladimir Futas                                          | Eslováquia       | 27.0 | 18 | 18 |
| 19                                                    | Diana Rennik / Aleksei Saks                                                   | Estônia          | 28.5 | 19 | 19 |
| 20                                                    | Marina Aganina / Artem Knyazev                                                | Uzbequistão      | 30.0 | 20 | 20 |
| Não avançaram para a patinação livre / programa longo |                                                                               |                  |      |    |    |
| 21                                                    | Olga Boguslavska / Andrei Brovenko                                            | Letônia          |      | 21 |    |

### Dança no gelo
| Pos.                           | Nome                                      | Nacionalidade    | Pontos | DCB | DCA | DO | DL |
| ------------------------------ | ----------------------------------------- | ---------------- | ------ | --- | --- | -- | -- |
| Medalha de ouro                | Shae-Lynn Bourne / Victor Kraatz          | Canadá           | 2.6    |     | 1   | 2  | 1  |
| Medalha de prata               | Irina Lobacheva / Ilia Averbukh           | Rússia           | 3.0    | 1   |     | 1  | 2  |
| Medalha de bronze              | Albena Denkova / Maxim Staviski           | Bulgária         | 5.6    |     | 2   | 3  | 3  |
| 4                              | Tatiana Navka / Roman Kostomarov          | Rússia           | 7.6    |     | 3   | 4  | 4  |
| 5                              | Elena Grushina / Ruslan Goncharov         | Ucrânia          | 8.8    | 2   |     | 5  | 5  |
| 6                              | Galit Chait / Sergei Sakhnovski           | Israel           | 10.8   | 3   |     | 6  | 6  |
| 7                              | Tanith Belbin / Benjamin Agosto           | Estados Unidos   | 12.8   |     | 4   | 7  | 7  |
| 8                              | Naomi Lang / Peter Tchernyshev            | Estados Unidos   | 14.4   | 4   |     | 8  | 8  |
| 9                              | Isabelle Delobel / Olivier Schoenfelder   | França           | 16.4   | 5   |     | 9  | 9  |
| 10                             | Marie-France Dubreuil / Patrice Lauzon    | Canadá           | 18.0   |     | 5   | 10 | 10 |
| 11                             | Federica Faiella / Massimo Scali          | Itália           | 20.0   |     | 6   | 11 | 11 |
| 12                             | Megan Wing / Aaron Lowe                   | Canadá           | 22.0   | 7   |     | 12 | 12 |
| 13                             | Kristin Fraser / Igor Lukanin             | Azerbaijão       | 23.2   | 6   |     | 13 | 13 |
| 14                             | Natalia Gudina / Alexei Beletski          | Israel           | 25.6   |     | 8   | 14 | 14 |
| 15                             | Oksana Domnina / Maxim Shabalin           | Rússia           | 26.8   |     | 7   | 15 | 15 |
| 16                             | Veronika Moravkova / Jiri Prochazka       | República Tcheca | 28.8   | 8   |     | 16 | 16 |
| 17                             | Zhang Weina / Cao Xiaoming                | China            | 31.4   |     | 9   | 18 | 17 |
| 18                             | Nora Hoffmann / Attila Elek               | Hungria          | 31.8   | 9   |     | 17 | 18 |
| 19                             | Pamela O'Conner / Jonathon O'Dougherty    | Reino Unido      | 34.8   |     | 11  | 19 | 19 |
| 20                             | Nozomi Watanabe / Akiyuki Kido            | Japão            | 36.0   | 10  |     | 20 | 20 |
| 21                             | Jessica Huot / Juha Valkama               | Finlândia        | 39.2   | 11  |     | 23 | 21 |
| 22                             | Julia Golovina / Oleg Voiko               | Ucrânia          | 39.6   |     | 10  | 21 | 23 |
| 23                             | Roxane Petetin / Mathieu Jost             | França           | 40.0   |     | 12  | 22 | 22 |
| 24                             | Anastasia Grebenkina / Vazgen Azrojan     | Armênia          | 43.2   | 12  |     | 24 | 24 |
| Não avançaram para dança livre |                                           |                  |        |     |     |    |    |
| 25                             | Natalie Buck / Trent Nelson-Bond          | Austrália        |        |     | 13  | 25 |    |
| 26                             | Marina Timofeieva / Evgeni Striganov      | Estônia          |        |     | 14  | 26 |    |
| 27                             | Agnieszka Dulej / Slawonir Janicki        | Polônia          |        | 13  |     | 27 |    |
| 28                             | Clover Mory Zatzman / Aurimas Radisauskas | Lituânia         |        |     | 15  | 28 |    |
| 29                             | Tatiana Siniaver / Tornike Tukvadze       | Geórgia          |        | 14  |     | 29 |    |

## Quadro de medalhas
| Ordem | País           | Medalha de ouro | Medalha de prata | Medalha de bronze |    | Ordem por total |
| ----- | -------------- | --------------- | ---------------- | ----------------- | -- | --------------- |
| 1     | Rússia         | 1               | 3                | 1                 | 5  | 1               |
| 2     | Estados Unidos | 1               | 1                |                   | 2  | 2               |
| 3     | Canadá         | 1               |                  |                   | 1  | 4               |
| 3     | China          | 1               |                  |                   | 1  | 4               |
| 5     | Japão          |                 |                  | 2                 | 2  | 2               |
| 6     | Bulgária       |                 |                  | 1                 | 1  | 4               |
| TOTAL | TOTAL          | 4               | 4                | 4                 | 12 | —               |